# Condado de Randolph (Missouri)
O Condado de Randolph é um dos 114 condados do Estado americano de Missouri. A sede do condado é Huntsville, e sua maior cidade é Huntsville. O condado possui uma área de 1 263 km² (dos quais 14 km² estão cobertos por água), uma população de 24 663 habitantes, e uma densidade populacional de 20 hab/km² (segundo o censo nacional de 2000). O condado foi fundado em 1829.